# امرسون فیتیپالدی
امرسون فیتیپالدی (انگلیسی: Emerson Fittipaldi) یک اتومبیل‌ران فرمول ۱ اهل برزیل بود.